# Saint-Symphorien-des-Bois
Pour les articles homonymes, voir Saint-Symphorien.
Saint-Symphorien-des-Bois est une commune française située dans le département de Saône-et-Loire, en région Bourgogne-Franche-Comté.

## Géographie
Saint-Symphorien-des-Bois fait partie du Brionnais.

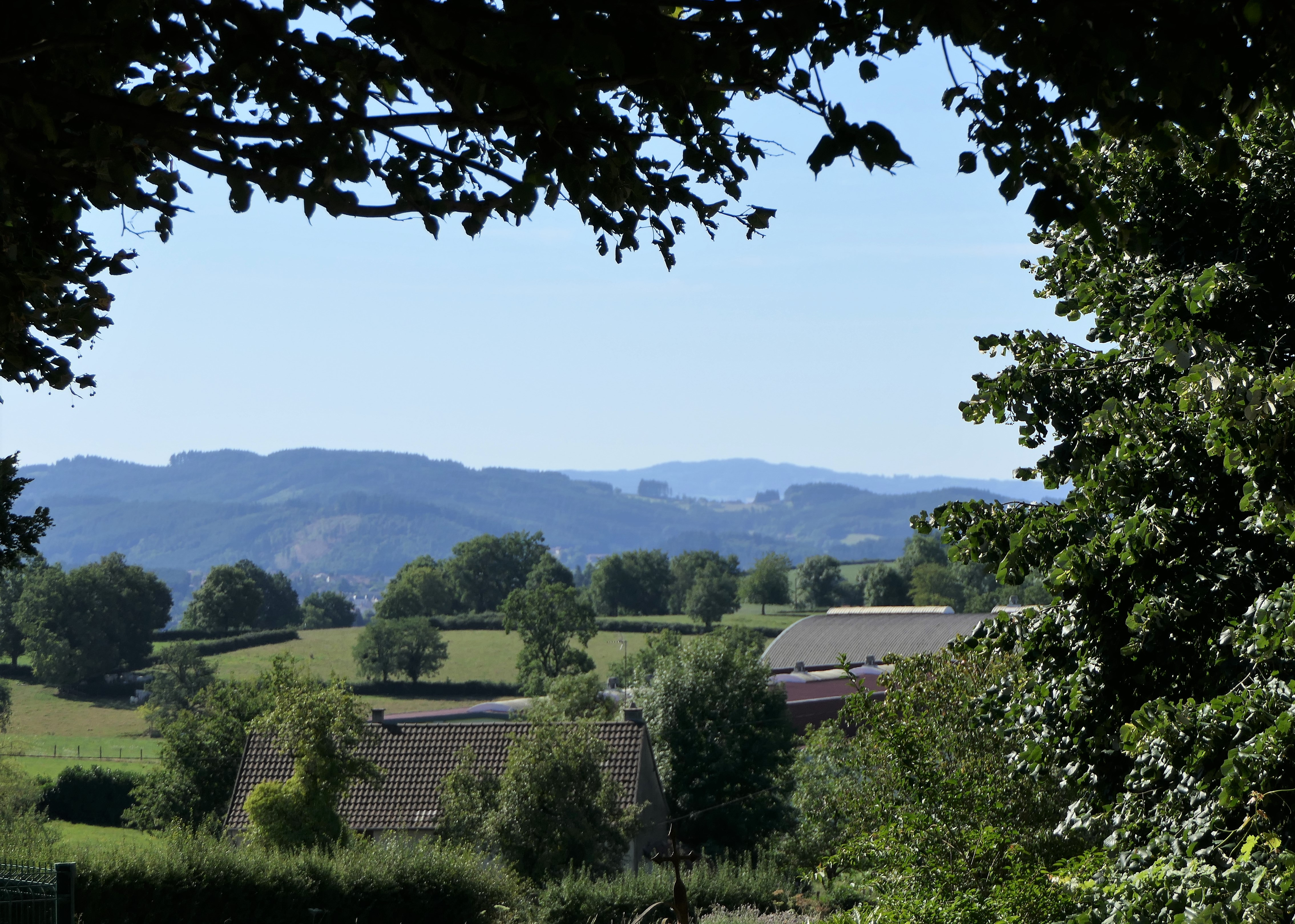
Paysage, vu de l'église.
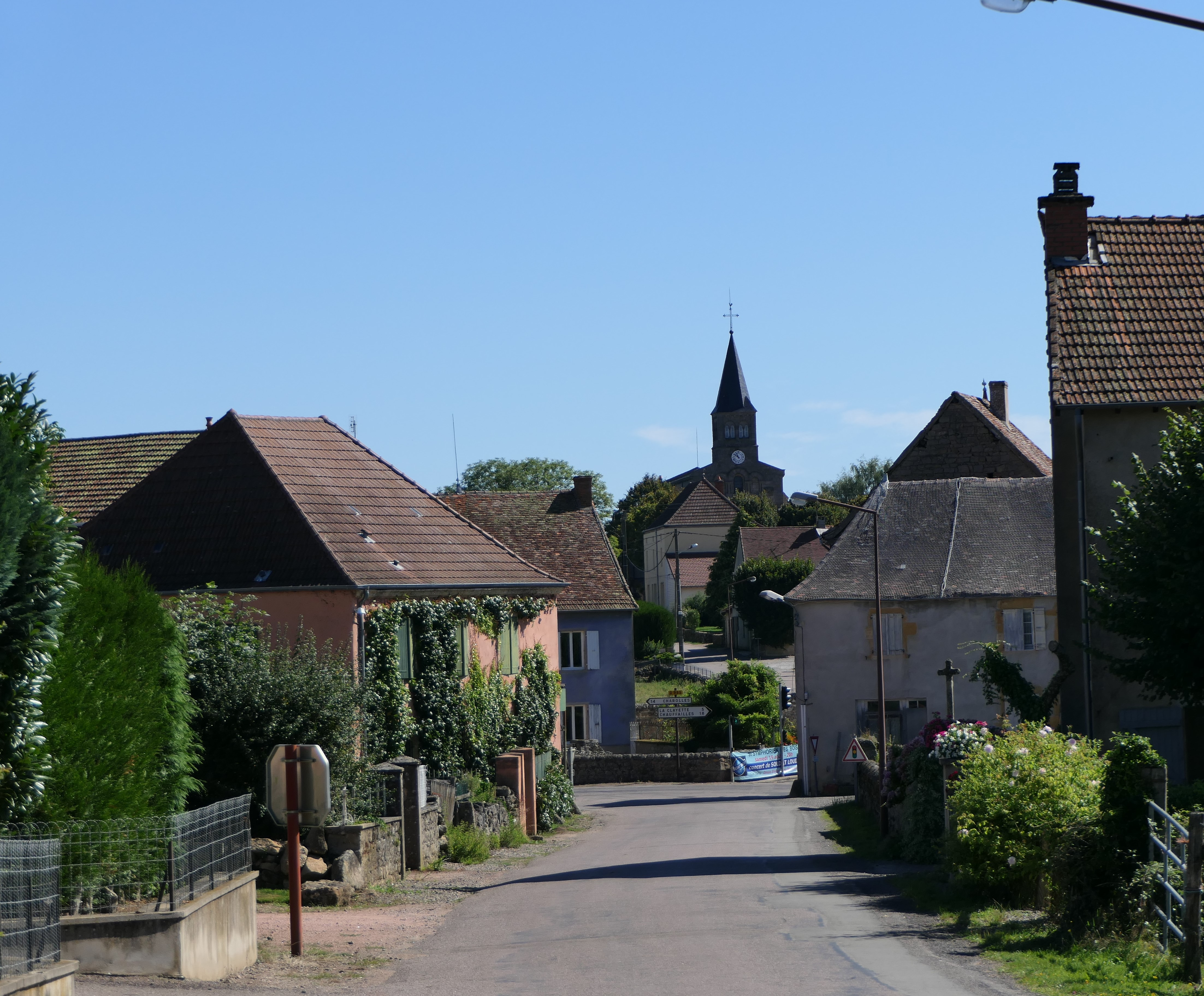
La bourg.

### Climat
Pour des articles plus généraux, voir Climat de la Bourgogne-Franche-Comté et Climat de Saône-et-Loire.
En 2010, le climat de la commune est de type climat des marges montargnardes, selon une étude du Centre national de la recherche scientifique s'appuyant sur une série de données couvrant la période 1971-2000. En 2020, Météo-France publie une typologie des climats de la France métropolitaine dans laquelle la commune est dans une zone de transition entre le climat océanique altéré et le climat de montagne ou de marges de montagne et est dans la région climatique Centre et contreforts nord du Massif Central, caractérisée par un air sec en été et un bon ensoleillement.
Pour la période 1971-2000, la température annuelle moyenne est de 10,3 °C, avec une amplitude thermique annuelle de 16,2 °C. Le cumul annuel moyen de précipitations est de 965 mm, avec 12,4 jours de précipitations en janvier et 8,1 jours en juillet. Pour la période 1991-2020, la température moyenne annuelle observée sur la station météorologique de Météo-France la plus proche, « Briant », sur la commune de Briant à 11 km à vol d'oiseau, est de 11,7 °C et le cumul annuel moyen de précipitations est de 930,7 mm. 
La température maximale relevée sur cette station est de 40 °C, atteinte le 12 août 2003 ; la température minimale est de −14,7 °C, atteinte le 31 décembre 1996,,.
Les paramètres climatiques de la commune ont été estimés pour le milieu du siècle (2041-2070) selon différents scénarios d'émission de gaz à effet de serre à partir des nouvelles projections climatiques de référence DRIAS-2020. Ils sont consultables sur un site dédié publié par Météo-France en novembre 2022.

## Urbanisme

### Typologie
Au 1er janvier 2024, Saint-Symphorien-des-Bois est catégorisée commune rurale à habitat dispersé, selon la nouvelle grille communale de densité à sept niveaux définie par l'Insee en 2022.
Elle est située hors unité urbaine et hors attraction des villes,.

### Occupation des sols
L'occupation des sols de la commune, telle qu'elle ressort de la base de données européenne d’occupation biophysique des sols Corine Land Cover (CLC), est marquée par l'importance des territoires agricoles (83,4 % en 2018), une proportion sensiblement équivalente à celle de 1990 (83,7 %). La répartition détaillée en 2018 est la suivante : prairies (78,9 %), forêts (11,4 %), zones urbanisées (5,1 %), zones agricoles hétérogènes (4,6 %). L'évolution de l’occupation des sols de la commune et de ses infrastructures peut être observée sur les différentes représentations cartographiques du territoire : la carte de Cassini (XVIIIe siècle), la carte d'état-major (1820-1866) et les cartes ou photos aériennes de l'IGN pour la période actuelle (1950 à aujourd'hui).

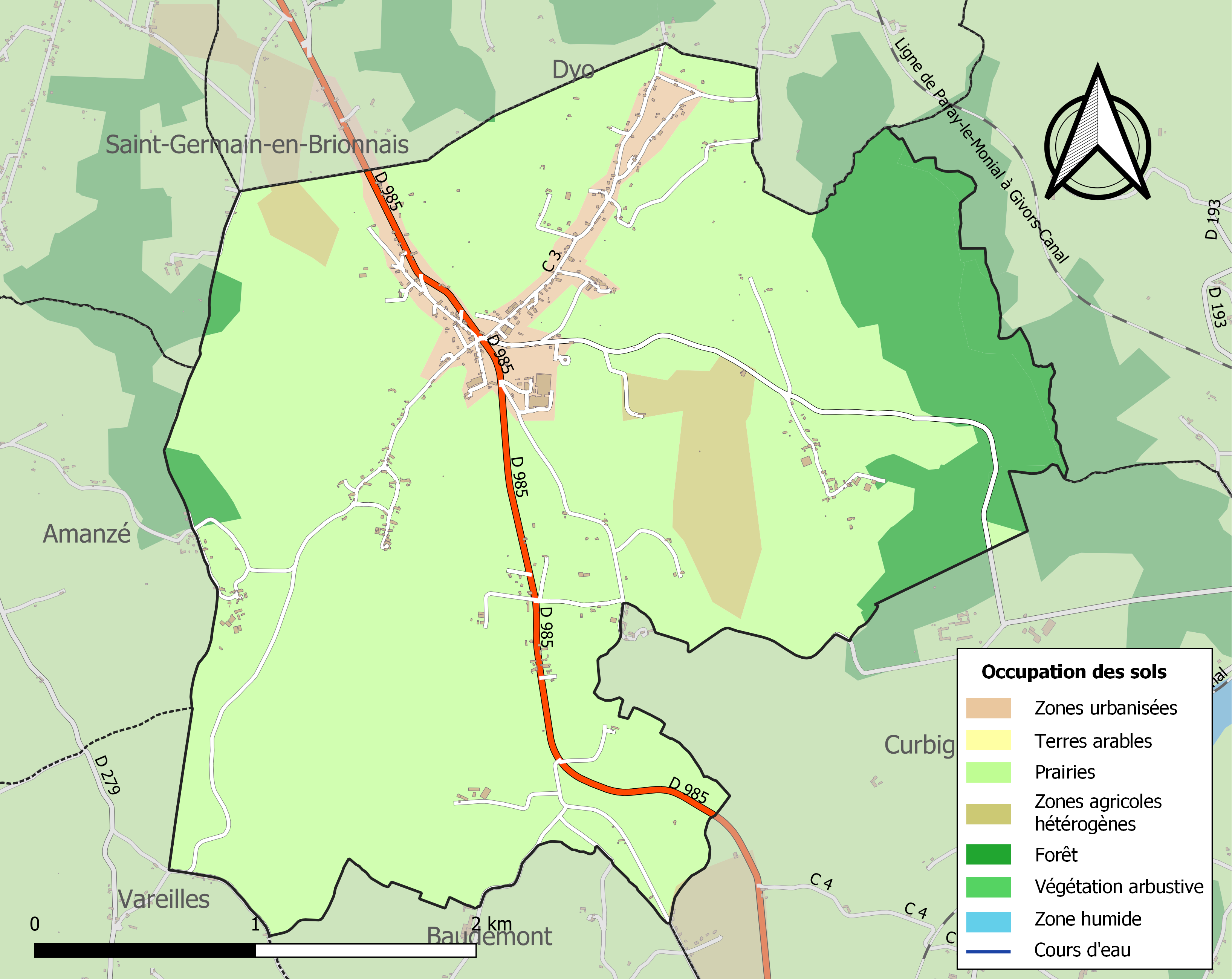
Carte des infrastructures et de l'occupation des sols de la commune en 2018 (CLC).

## Toponymie
- Sanctus Symphorianus in Boscis.

## Histoire
Saint-Symphorien-des-Bois (Sanctus Symphorianus in Boscis), dépendait autrefois du bailliage de Mâcon, de la recette de Semur-en-Brionnais, de l'ancien diocèse d'Autun, de l'archiprêtré du Bois-Sainte-Marie et du comté de Dyo.
Avant de se regrouper autour de l'église actuelle, Saint-Symphorien se construit près de la chapelle Saint-Georges (XIe siècle, autrefois Saint-Fortunat) située jusqu'au XVIIIe siècle au milieu des bois, avec fontaine dévotionnelle.
- XVIIIe siècle : verrerie
- XIXe siècle : plâtrières, tuileries

## Politique et administration
| Période                                  | Période   | Identité       | Étiquette | Qualité                  |
| ---------------------------------------- | --------- | -------------- | --------- | ------------------------ |
| mars 2001                                | mars 2014 | Eugène Mazille |           | Maire                    |
| mars 2014                                | En cours  | Arnaud Durix   | Droite-LR | Conseiller départemental |
| Les données manquantes sont à compléter. |           |                |           |                          |

## Démographie
L'évolution du nombre d'habitants est connue à travers les recensements de la population effectués dans la commune depuis 1793. Pour les communes de moins de 10 000 habitants, une enquête de recensement portant sur toute la population est réalisée tous les cinq ans, les populations de référence des années intermédiaires étant quant à elles estimées par interpolation ou extrapolation. Pour la commune, le premier recensement exhaustif entrant dans le cadre du nouveau dispositif a été réalisé en 2004.

En 2022, la commune comptait 412 habitants, en évolution de −7,42 % par rapport à 2016 (Saône-et-Loire : −1,06 %, France hors Mayotte : +2,11 %).
| 1793 | 1800 | 1806 | 1821 | 1831  | 1836 | 1841 | 1846 | 1851 |
| ---- | ---- | ---- | ---- | ----- | ---- | ---- | ---- | ---- |
| 655  | 491  | 683  | 964  | 1 016 | 750  | 683  | 732  | 752  |

| 1856 | 1861 | 1866 | 1872 | 1876 | 1881 | 1886 | 1891 | 1896 |
| ---- | ---- | ---- | ---- | ---- | ---- | ---- | ---- | ---- |
| 780  | 734  | 700  | 714  | 756  | 675  | 688  | 621  | 612  |

| 1901 | 1906 | 1911 | 1921 | 1926 | 1931 | 1936 | 1946 | 1954 |
| ---- | ---- | ---- | ---- | ---- | ---- | ---- | ---- | ---- |
| 576  | 528  | 508  | 431  | 443  | 408  | 364  | 386  | 378  |

| 1962 | 1968 | 1975 | 1982 | 1990 | 1999 | 2004 | 2006 | 2009 |
| ---- | ---- | ---- | ---- | ---- | ---- | ---- | ---- | ---- |
| 382  | 401  | 388  | 395  | 414  | 409  | 411  | 409  | 411  |

| 2014 | 2019 | 2022 | - | - | - | - | - | - |
| ---- | ---- | ---- | - | - | - | - | - | - |
| 442  | 425  | 412  | - | - | - | - | - | - |

Les 442 habitants de la commune, au 31 décembre 2014, se répartissent en 140 de moins de 30 ans, 186 de 30 à 59 ans et 116 de 60 ans et plus.
Parmi les 276 personnes qui  ont entre 15 et 64 ans. 72,1 % sont des actifs ayant un emploi, 3 ,3 % sont chômeurs, 7,2 % sont élèves ou étudiants, 10,9 % sont retraités ou préretraités et 6,5 % d'autres inactifs.

## École
La commune appartient à un « Regroupement pédagogique intercommunal » (RPI) comprenant les communes d’Amanzé, de Dyo, de Saint-Germain-en-Brionnais et de Saint-Symphorien.
En septembre 2016, la rentrée a sonné pour la centaine d’élèves du regroupement pédagogique intercommunal d’Amanzé, Dyo, Saint-Germain et Saint-Symphorien, réparti pour la dernière fois en trois écoles avant la création du pôle unique.

## Logement
Le nombre de logements existants dans la commune en 2014 est de 227 ; 183 sont des résidences principales, 22 des résidences secondaires ou des logements occasionnels et 22 sont des logements vacants. Le nombre de maisons est de 227 et celui des appartements de 3.

## Économie et emploi
Sur le territoire communal il existe, au 31 décembre 2015, 33 établissements actifs qui emploient 81 salariés.
- 7 appartiennent au secteur de l’agriculture (2 salariés au total).
- 3 au secteur de l'industrie (44 salariés au total).
- 3 sont  du secteur de la construction (aucun salarié).
- 16 sont du secteur du commerce, des transports et des services divers (23 salariés au total).
- 4 sont du secteur de l'administration publique, de l'enseignement, de la santé et de l'action sociale (12 salariés au total).

## Culture locale et patrimoine

### Lieux et monuments
- L'église, qui date de 1857 et a été construite d'après des plans dressés par l'architecte A. Berthier (de Mâcon)[21].

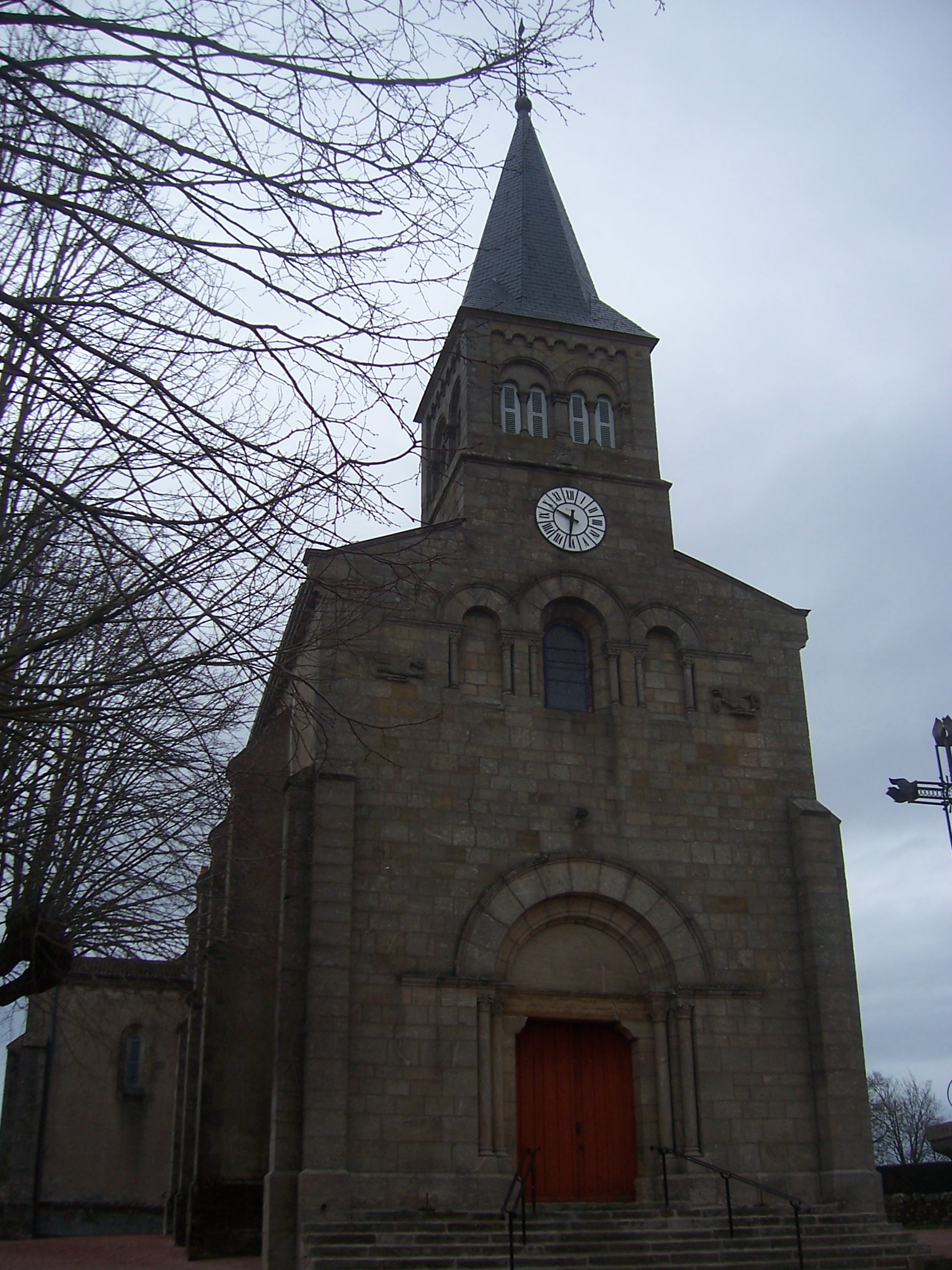
Façade de l'église.
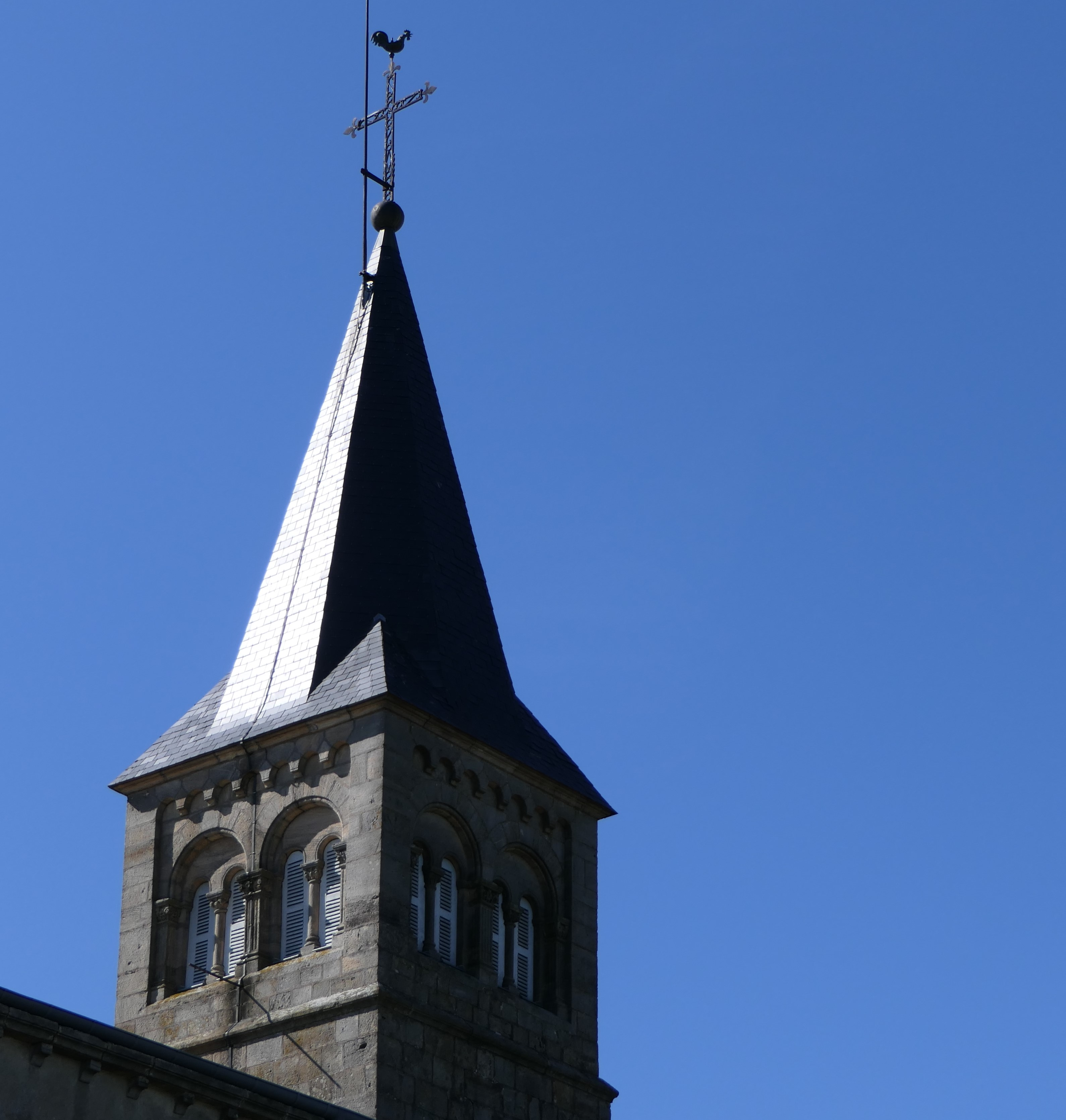
Clocher de l'église.
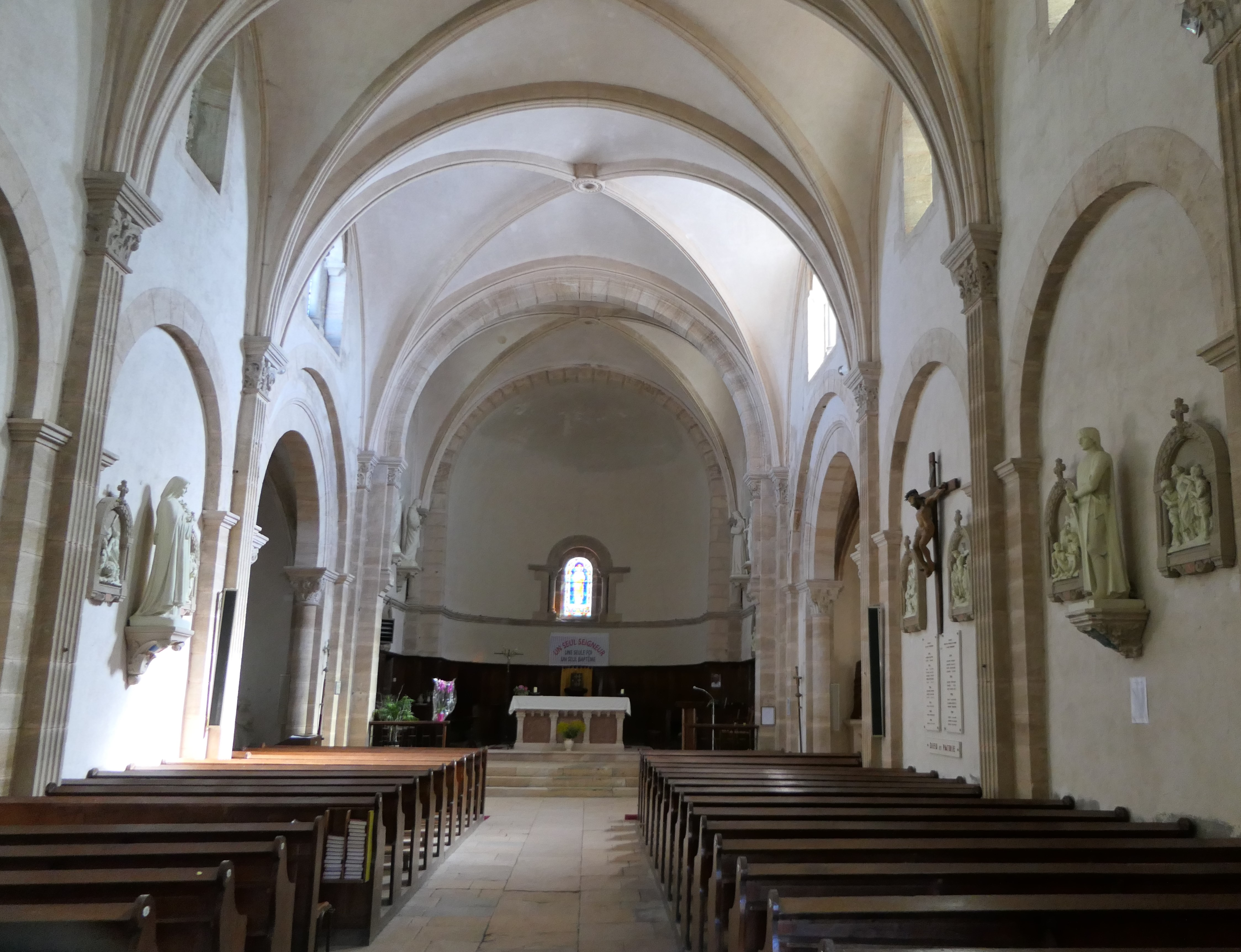
Nef de l'église.
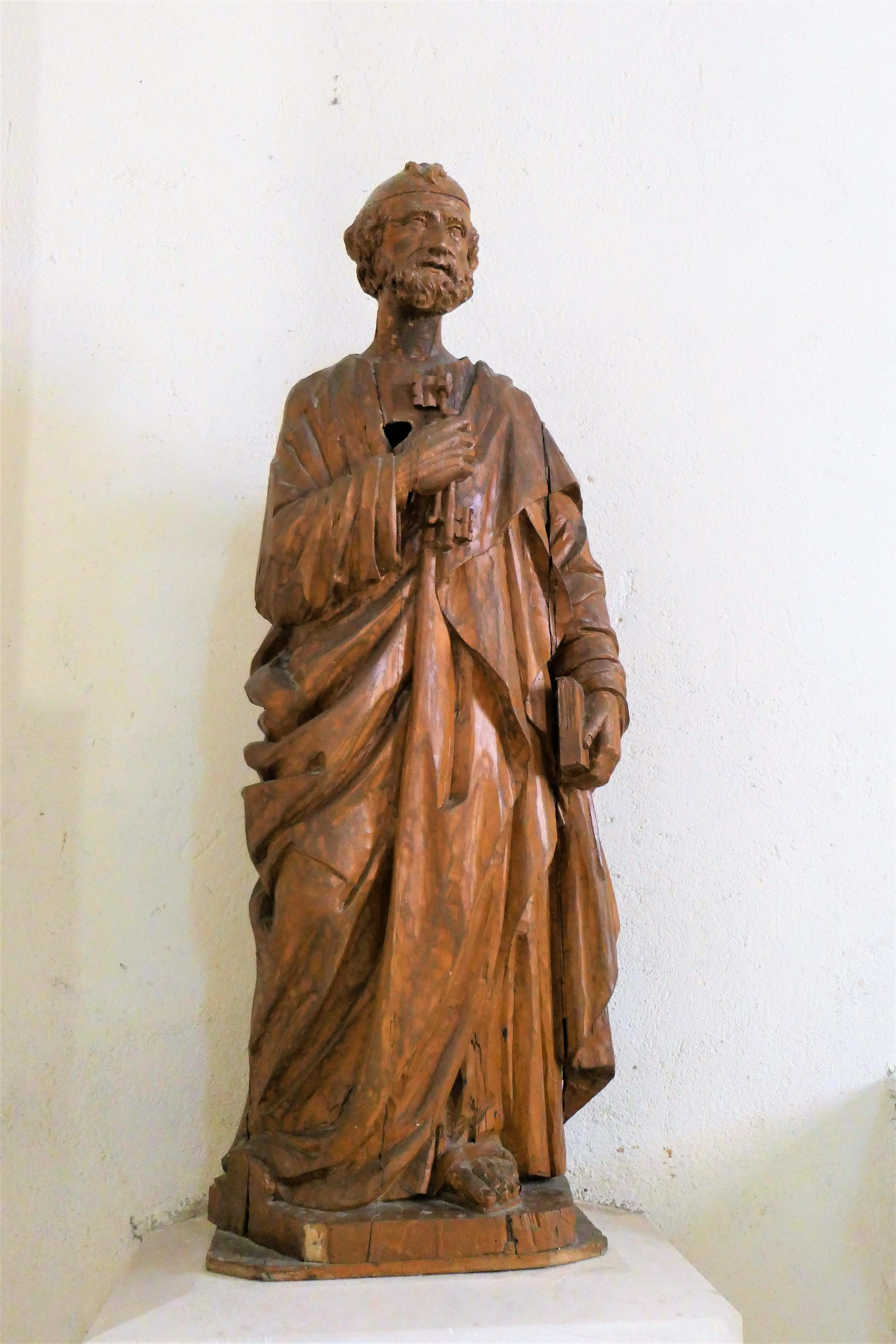
Statue saint Pierre bois, vers 1850.

## Pour approfondir